# Pareques iwamotoi
Pareques iwamotoi is een straalvinnige vissensoort uit de familie van de ombervissen (Sciaenidae). De wetenschappelijke naam van de soort is voor het eerst geldig gepubliceerd in 1988 door Miller & Woods.